# Maissau (hrad)

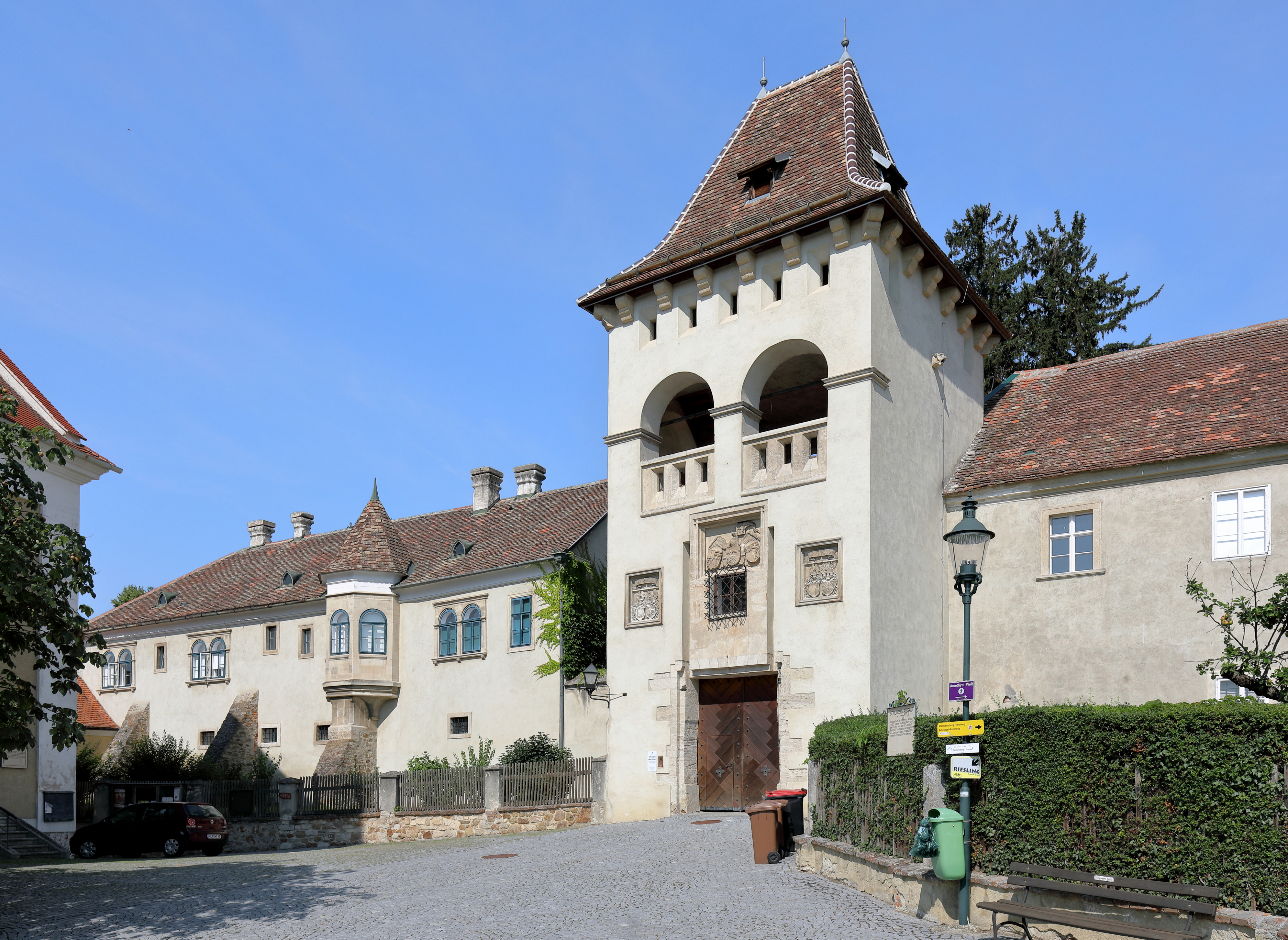
Vstup do hradu

Hrad Maissau leží v západní části města Maissau v okrese Hollabrunn v rakouské spolkové zemi Dolní Rakousy. Jeho dějiny sahají až do 12. století. Počítá se dnes jako Petronell (zámek), Rappottenstein, Traun, Groß-Schweinbarth s panstvím, jakož i palác Abensperg a Traun ve vídeňské Weihburggasse k majetkům hraběcí rodiny Abensperg a Traun. 

## Historie
Nejstarší a nejvýraznější stavební památka, dříve hrad a pevnost, dílo středověku. Historicky je zachyceno, že roku 1122 Rudolf a Rozinus jsou nazýváni z Maissau (Missov nebo Mihsouw). Pánové z Maissau byl mocný ministerský rod. Ke slavným členům rodu se počítá Otto I. a jeho syn Stephan, který byl váženým v Rakousku zcela nahoře a byl věrný zemskému knížeti a vyznačoval se statečností. Majetky pánů z Maissau se v tomto článku neuvádějí, sahali od Wachau až do Pöggstall a dolů až po vinorodý kraj. Tato rodina vymřela smrtí Otto z Maissau v roce 1440. Ten je pohřben i se svou manželkou v Aggsbachu. 
Dědictví připadlo na pány z Eckartsau. V roce 1491 zemřel Georg z Eckartsau bez mužského potomka. Jeho dcera se provdala za Otto z Zelkingu. Jejich dcera Magdalena zdědila panství Maissau roku 1526 a provdala se za Sebastiana Pána z Traunu. Syn z tohoto manželství Adam dostal pak v roce 1537 po matce panství Maissau. Roku 1653 rodina byla povýšena na říšská hrabata. 
Proto byl hrabě z Abensperg a Traunu od roku 1526 nepřetržitě majitelem hradu a panství Maissau. 
Dnešní statky leží kolem Maissau, u Wolkersdorfu, ve Weinviertelu, ve Waldviertelu a v Industrieviertelu, kde se obzvlášť zmiňuje Rappottenstein a Petronell. 
V roce 1645 byl hrad i opevněné město dobyt Švédy.
Od města ležící jižní křídlo bylo přestavěno na konci 19. století v charakteru románském a novogotickém stylu. Starší a u lesa ležící část pochází z 15. století a zjevně ještě raně gotické stavby, především strážnice a obranná věž. Zde se nachází velkolepý zámecký les. 
Les se posunuje až k území města, kde je (pozoruhodná socha Jana Nepomuckého z roku 1773 a křížová cesta od C. PuzzoĺoGG z roku 1994) s korouhvičkou sedmi statečných bratří, s vinným sklepem, který si jako vlhkou a úsměvnou stráž postavili „u hory“.

### Umělecká památka
Jádro hradu s hradní věží bylo postavené ve 13. či 14. století a rozšířené v 16. a 17. století. Přestavba se prováděla asi kolem roku 1870 (1879 částečně dokončena). Plány navrhl Johann Romano von Ringe (1818–1882) a August Schwendenwein z Lanauberga.

### Předhradí
Přístup od jihu k dřívějšímu hradnímu příkopu je ze vstupní věže s postranním hospodářským křídlem. Dvoupodlažní věž byla postavena v roce 1879 na místě raně novodobé předchozí stavby, s valbovou střechou na konzolách a spojena otevřeným obloukem s balustrádou v patře. 
Městská strana je obehnána zdí se skulpturou erbů. Vlevo je erb aliance Abensperg-Traun, s letopočtem 1563, vpravo alianční erb Traun-Polheim s letopočtem 1583, rovněž tak prostřední erb s bohatou kartuší v rámu s letopočtem 1460. Na obě strany vstupní brány s věží jsou protáhlá nízká dvoupodlažní hospodářská křídla. Východní křídlo se strmou sedlovou střechou a klenbovými stropy v přízemí, vzniklo v 17. století. Nad průčelím na západní straně stojí kartuše s aliančním erbem „Traun-Zinzendorfů“, s letopočtem 1638. Západní trakt, se seskupeným kruhovým oknem a polygonálním arkýřem, byl přestavěn kolem roku 1896. Předhradí bylo s jádrem hradu spojeno postranní dvorní stavbou sousedící s hradební zdí (přímé pokračování městského opevnění). Severozápadní přístup k jádru hradu je terasou přes malou, na skalní stěně kladenou, šestiúhelnou věž s točitým schodištěm a s pyramidovou střechou, datované rokem 1879. Nad průčelím je erb rodiny Abensperg-Traunů. V poschodí věže jsou okenní tabulky s erbem panského rodu.

### Jádro hradu
Hrad má nepravidelný komplex budov z různé doby výstavby, obklopené zbytky středověkého opevnění. Malé, přibližně čtvercové, na jih směřující nádvoří. Zásadní rozsáhlé stavební změny byly provedeny ve druhé polovině 19. století. 
Nejstarší část převážně raně gotické hradní věže v severovýchodním koutu vznikla ve 13. století. Atikové podlaží má čtyři mnohoúhelníkové věže a rohový arkýř z 16. století. Strmá valbová střecha a ozdobné arkýře vznikly kolem roku 1870. Východní strana je raně gotická, jakož i arkýř na krátké kamenné konzole. 
Středověkou stavbou je jižní, dnes dvoupodlažní křídlo domu. V přízemí gotické haly ze 14. století, jsou s křížové klenby na pilířích kruhového průřezu. Od roku 1964 slouží síň jako kaple. Nad ní je dřívější zámecké divadlo (pravděpodobně ze 16. či 17. století), které bylo v roce 1870 sešlé. V roce 1920 bylo postaveno panské schodiště.
Severní dvorní fronta tvoří v podstatě pozdně středověké dvou a třípatrové křídlo, průčelí z 16. století se sgrafitovými patry, jakož i dřevem kryté na daleko natažené pilastry arkády v přízemí. Kamenná kašna s velkolepým, vodním chrličem delfína vznikla v 17. století. Západní křídlo domu bylo od dvoupodlažní věže po severní vjezd ukončeno, jehož vnější průčelí bylo do dnešní formy kolem roku 1900 ukončené, se strmou valbovou střechou přes podpěru plochého arkýře. Pozdně gotický oblouk brány přechází v pravoúhlé pole s letopočtem 1578, nad tím obdélníková skulptura erbu Abensperg-Traunu s datem 1557.
Jižní pokračování stavby je poněkud nižší. Dvou a třípatrová křídla z 16. a 17. století. Koncem 19. století byla provedena rozsáhlá přestavba, průčelí k předhradí (na jih) stoupající před novou stavbou východní věže asi ze 16. a 17. století na západ, zemětřesením narušené a zkrácené. Na západní frontě mohutné, v opěrách vytvářené hradní věže, bohaté brány z konce 19. století a monumentální tříramenné schodiště. Jižní křídlo domu z dvorní strany dvoupodlažní, klenuté výklenky, sloupy kamenné z 16. století, parapetní zdivo s jednoduchým kosočtvercovým dekorem.

## Zámek a město dnes
Na konci prvního adventního týdne je zámecké nádvoří otevřené kvůli již tradičním zámeckým adventním oslavám. V rámci této slavnosti je možnost prohlídky zámeckého dvoru a dřívějších stájí. Dále v rámci festivalu ve Weinviertelu (koncerty na zámcích Weinviertelu) klasické koncerty ve slavnostním sále. Zvláštní příležitost také pro jiné výstavy v rámci zámku, kde se konají módní přehlídky a některé výstavy a vzpomíná se výročí duchovních. 